# 臺灣電視台列表

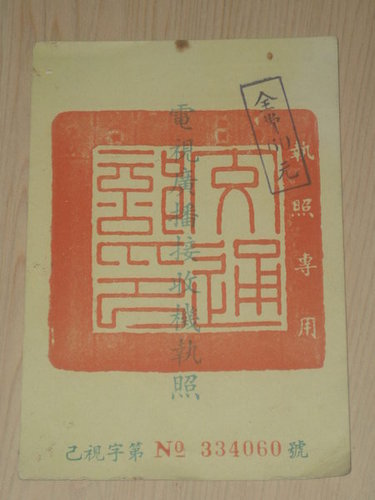
早年中華民國購買電視機的用戶都須申請《電視廣播接收機執照》並每年繳交執照費，方得在家中使用電視

本條目列出中華民國（臺灣）境內營運的電視台及電視頻道。主管機關為國家通訊傳播委員會（簡稱NCC）。

## 概述
臺灣的電視台可分為無線數位電視事業、衛星頻道節目供應事業、境外衛星廣播電視事業、他類頻道供應事業等4大類型。
1. 無線數位電視事業共有6家事業機構、23個頻道。
2. 衛星頻道節目供應事業是指利用衛星將節目傳送至供公眾收視聽之播送平臺的衛星廣播電視之事業。
3. 境外衛星廣播電視事業是指利用衛星將節目傳送至供公眾收視聽之播送平臺的外國衛星廣播電視之事業。
4. 他類頻道節目供應事業是指利用衛星以外方式將節目傳送至供公眾收視聽之播送平臺之事業。

閱聽者可透過無線數位電視、有線電視業者、中華電信MOD、直播衛星廣播電視服務事業及網路電視收看。
1. 無線數位電視：無線數位電視事業將節目透過衛星傳送到地上衛星接收站，再將其DVB-T數位訊號透過大氣電波UHF頻段發送到有裝數位訊號接收盒（含天線）的用戶觀看。
2. 有線電視業者：有線電視系統業者接受衛星訊號後，傳送至用戶端收看。依據《有線廣播電視法》之規定，無線電視台必須載於有線電視上作為基本頻道提供用戶收看。
3. 中華電信MOD：2005年中華電信MOD開播，更提供了閱聽人收看電視節目的新途徑─寬頻電視，許多舊與新的衛星電視台陸續在該平台播出。
4. 直播衛星廣播電視服務事業：指直接向訂戶收取費用，利用自有或他人設備提供衛星廣播電視服務之事業。
5. 網路電視：通常指觀眾直接透過視訊網站收看，如：YouTube等。

因應NCC的有線廣播電視基本頻道全面高畫質政策，大部分頻道皆提供高畫質（1080p）訊號，因此本條目之頻道除特別標示外皆以HD播出。
1. 標示為SD：該頻道以標準畫質播出。
2. 未標示：該頻道以高畫質播出。
3. 標示為4K：該頻道以超高畫質播出。

## 無線電視台
台灣無線電視自2012年7月全面停止類比訊號發送，僅提供DVB-T訊號之播出。目前台灣共有6個無線電視事業機構，合計在台灣播送23個無線數位頻道。
《有線廣播電視法》第33條規定，「系統經營者應同時轉播依法設立無線電視電台之節目及廣告，不得變更其形式、內容及頻道，並應列為基本頻道」；但因過去類比訊號頻寬太窄無法必載太多頻道。NCC過去曾函釋以各家公司主頻道與公共電視文化事業基金會所屬的小公視、客家電視台及原住民族文化事業基金會所屬的原住民族電視台為限。目前有線電視系統已全面數位化，無線電視台其他頻道陸續在有線電視系統上架。
2021年3月，NCC決定由華視新聞資訊台遞補2020年12月中天新聞換照未過停播的第52頻道空缺。
2024年2月5日，NCC表示由於委員會人數不足，影響到台視、中視、華視和公共電視4家無線電視台的換照流程导致这4家电视台的执照无法在于6月30日到期日之前续期这4家电视台可能会面临停播。
中視經典台是目前唯一還沒有在有線電視系統上架的無線電視頻道。
| 業者名稱                       | 頻道名稱           | 無線數位播出 | 有線數位播出                                                      | 寬頻網路 （中華電信MOD）播出 | 衛星數位播出              |
| ------------------------------ | ------------------ | ------------ | ----------------------------------------------------------------- | ---------------------------- | ------------------------- |
| 臺灣電視公司                   | 臺灣電視台         | 15           | 7/8                                                               | 008                          | 中新2號、亞太5C、TeIkom-4 |
| 臺灣電視公司                   | 台視新聞台         | 16           | 155（部分系統台不同或無上架）                                     | 503                          | 中新2號                   |
| 臺灣電視公司                   | 台視財經台         | 17           | 156（部分系統台不同或無上架，新永安、大揚、南國、祥通仍以SD播出） | 521                          | 中新2號                   |
| 臺灣電視公司                   | 台視綜合台         | 18           | 157（部分系統台不同或無上架，台數科、祥通仍以SD播出）             | 306                          | 中新2號                   |
| 中國電視公司                   | 中視綜合台         | 1            | 9/10                                                              | 010                          | 中新2號、亞太5C、TeIkom-4 |
| 中國電視公司                   | 中視新聞台         | 2            | 154（台數科仍以SD播出，澎湖、祥通無上架）                         | 500                          | 中新2號                   |
| 中國電視公司                   | 中視經典台         | 3            | 无                                                                | 308                          | 中新2號                   |
| 中國電視公司                   | 中視菁采台         | 4            | 153（部分系統台不同或無上架，部分數位有線電視仍以SD播出）         | 310                          | 中新2號                   |
| 中華電視公司                   | 華視主頻           | 19           | 11/12                                                             | 012                          | 中新2號、亞太5C           |
| 中華電視公司                   | 華視教育體育文化台 | 20           | 110（部分系統台不同）                                             | 096                          | 中新2號                   |
| 中華電視公司                   | 華視新聞資訊台     | 21           | 52（部分系統台不同，洄瀾、東亞、東台、東播無上架）                | 505                          | 中新2號                   |
| 中華電視公司                   | 國會頻道1台        | 22（SD）     | 123（澎湖仍以SD播出，祥通無上架）                                 | 123                          | 中新2號                   |
| 中華電視公司                   | 國會頻道2台        | 23（SD）     | 124（澎湖仍以SD播出，祥通無上架）                                 | 124                          | 中新2號                   |
| 民間全民電視公司               | 民視無線台         | 8            | 5/6                                                               | 006                          | 中新2號、亞太5C、TeIkom-4 |
| 民間全民電視公司               | 民視第一台         | 9            | 151（台數科仍以SD播出（不含新永安、大揚））                       | 316                          | 中新2號                   |
| 民間全民電視公司               | 民視新聞台         | 10           | 53                                                                | 507                          | 中新2號、亞洲9號          |
| 民間全民電視公司               | 民視台灣台         | 11           | 152（部分系統台不同）                                             | 317                          | 中新2號                   |
| 財團法人公共電視文化事業基金會 | 公視主頻           | 5            | 13（澎湖仍以SD播出）                                              | 013                          | 中新2號、亞太5C           |
| 財團法人公共電視文化事業基金會 | 公視台語台         | 6            | 14（祥通仍以SD播出）                                              | 014                          | 中新2號                   |
| 財團法人公共電視文化事業基金會 | Taiwan Plus        | 7            | 尚未定頻                                                          | 558                          | 中新2號                   |
| 財團法人公共電視文化事業基金會 | 小公視             | 12           | 尚未定頻                                                          | 098                          | 中新2號、亞太5C           |
| 財團法人公共電視文化事業基金會 | 客家電視台         | 13           | 17（澎湖、祥通仍以SD播出）                                        | 017                          | 中新2號                   |
| 原住民族文化事業基金會         | 原住民族電視台     | 14           | 16（澎湖、祥通仍以SD播出）                                        | 016                          | 中新2號                   |

#### 附註
- 民視無線台數位有線系統台以基隆市、台北市、新北市、桃園市、新竹縣、台南市、高雄市、屏東縣、台東縣、宜蘭縣、花蓮縣、澎湖縣、金門縣及連江縣定頻為CH6；另外台灣中部、新竹市定頻為CH5。
- 臺灣電視台數位有線系統台以基隆市、台北市、新北市、桃園市、新竹縣、台南市、高雄市、屏東縣、台東縣、宜蘭縣、花蓮縣、澎湖縣、金門縣及連江縣定頻為CH8；另外台灣中部、新竹市定頻為CH7。
- 中視綜合台（主頻）數位有線系統台以基隆市、台北市、新北市、桃園市、新竹縣、台南市、高雄市、屏東縣、台東縣、宜蘭縣、花蓮縣、澎湖縣、金門縣及連江縣定頻為CH10；另外台灣中部、新竹市定頻為CH9。
- 華視主頻數位有線系統台以基隆市、台北市、新北市、桃園市、新竹縣、台南市、高雄市、屏東縣、台東縣、宜蘭縣、花蓮縣、澎湖縣、金門縣及連江縣定頻為CH12；另外台灣中部、新竹市定頻為CH11。
- 民視第一台祥通定頻CH60；名城定頻CH104；澎湖定頻CH118。
- 民視台灣台澎湖定頻CH102；名城定頻CH105；祥通定頻CH2。
- 台視新聞台包含寶福、聯維定頻CH125；北都定頻CH97；全國數位定頻CH125；大台中定頻CH302；洄瀾、東亞、東台、東播定頻為CH97；澎湖定頻CH108；名城定頻CH103；祥通無上架。
- 台視財經台包含祥通定頻CH5；寶福、聯維定頻CH126；北都定頻CH116；全國數位定頻CH126；大台中定頻CH303；洄瀾、東亞、東台、東播定頻為CH91；名城定頻CH100；澎湖定頻CH109。
- 台視綜合台包含寶福、聯維定頻CH127；北都定頻CH117；全國數位定頻CH132；大台中定頻CH201；洄瀾、東亞、東台、東播定頻為CH98；名城定頻CH104；澎湖定頻CH107，祥通CH75。
- 中視新聞台包含全國數位定頻CH131；大台中定頻CH304；台數科定頻CH161；南國定頻CH215；洄瀾、東亞、東台、東播定頻為CH92；名城定頻CH101；澎湖及祥通無上架。
- 中視菁采台包含全國數位定頻CH136；大台中定頻CH202；南國定頻CH216。
- 華視教育體育文化台包含祥通定頻CH80；中嘉定頻CH122；凱擘、台灣大寬頻、大新店、屏南定頻CH113；寶福、聯維定頻CH135；全國數位定頻CH128；TBC定頻CH122；台數科定頻CH127；大揚、新永安定頻CH127；南國定頻CH105；洄瀾、東亞、東台、東播定頻為CH105；澎湖定頻CH95；名城定頻CH95。
- 華視新聞資訊台包含祥通CH47；中嘉、凱擘、台灣大寬頻、大新店、屏南、世新/國聲、台數科、聯維/寶福、大台中、南國及天外天CH52；北都定頻CH121；全國數位定頻CH127；三大、大豐、台灣數位寬頻、新高雄定頻CH150；澎湖定頻CH104；名城定頻CH102；洄瀾、東亞、東台、東播無上架[4]。
- 小公視包含祥通定頻CH18、中嘉定頻CH121；凱擘、台灣大寬頻、大新店、屏南定頻CH200；寶福、聯維定頻CH139；北都定頻CH95；大豐、台灣數位寬頻、新高雄定頻CH5；天外天定頻CH150；TBC定頻CH121；台數科定頻CH159；三大定頻CH108；世新、國聲定頻CH185；大揚、新永安定頻CH112；洄瀾、東亞、東台、東播定頻CH106；澎湖定頻CH97；名城定頻CH96。
- TaiwanPlus包含祥通CH31；大台中CH80；名城CH100；澎湖CH114；台數科（含北港（台數科合作夥伴））CH163；中嘉、聯維/寶福CH164；天外天CH166；凱擘、台灣大寬頻、大新店、屏南CH309。

### 無線電視節目海外播出（衛星播出）
| 收播地區         | 業者名稱              | 頻道及節目內容 | 播送方式                                                             |
| ---------------- | --------------------- | --- | -------------------------------------------------------------------- |
| 北美             | Dish International    | 有台視美洲台、華視美洲台、民視美洲台。節目內容包括台視、中視、華視、民視製作的節目，部分新聞節目與台灣同步播出，其他節目多為錄播或是舊節目。 | 該組頻道通過美國Dish Network平台的台灣MEGA套餐向北美傳送。收費播出。 |
| 大中華區及東南亞 | 數碼天空直播（D-Sky） | 包含台視、中視、華視、民視、民視新聞台、公視等頻道. 與臺灣同步播出。                                                                         | D-Sky Ku頻主要覆蓋中國大陸、香港、澳門、台灣、韓國。                 |

## 衛星頻道節目供應事業
依據中華民國《衛星廣播電視法》，衛星廣播電視節目供應者（衛星電視台），係指「自有或向衛星轉頻器經營者租賃轉頻器或頻道，將節目或廣告經由衛星傳送給服務經營者、有線廣播電視系統經營者（包括有線電視節目播送系統）或無線廣播電視電台者。」可分為「境內衛星廣播電視節目供應者」及「境外衛星廣播電視節目供應者」。
中華電信MOD開播前，閱聽人多透過有線電視系統收看衛星電視台。MOD開播後，舊有衛星電視台基於各種考量，僅少部分至該平台上架，而MOD上許多新成立的衛星電視台亦未向有線電視系統商申請上架，因此目前台灣的衛星電視台集團可劃分為：僅於有線電視系統上架者、僅於中華電信MOD上架者以及於多平台上架者。
| 業者名稱                                              | 頻道名稱                       | 有線數位播出 | 寬頻網路 （中華電信MOD）播出 | 衛星數位播出                                 | 備註               |
| ----------------------------------------------------- | ------------------------------ | --- | ---------------------------- | -------------------------------------------- | ------------------ |
| 人間電視股份有限公司                                  | 人間衛視                       | 7/8（豐盟4；大台中4；TBC（南桃園、北視11；信和、吉元、群健12）；澎湖11），祥通仍以SD播出） | 007                          | 亞太7號、中新2號                             |                    |
| 財團法人慈濟傳播人文志業基金會                        | 大愛電視                       | 9/10（祥通仍以SD播出） | 009                          | 亞太7號，亞太5C，中新2號                     |                    |
| 財團法人慈濟傳播人文志業基金會                        | 大愛二台                       | 祥通73；中嘉130；台灣大寬頻、大新店、屏南297；寶福、聯維132；北都96；大豐、台灣數位寬頻、新高雄120；天外天130；全國121；TBC132；台數科121（大揚113、新永安200）；大台中203；三大93；新彰106；世新、國聲191；南國209；洄瀾、東亞、東台、東播109；澎湖103；名城99；凱擘305                                                               | 099                          | 超鳥C2，SatMex 6，電星12號，亞洲4號、中新2號 |                    |
| 霹靂國際多媒體股份有限公司                            | 霹靂電視台                     | 11/12（TBC98；台數科99（大揚86、新永安64）；世新、國聲81；南國4；洄瀾、東亞、東台、東播96；澎湖90），澎湖、祥通仍以SD播出 | 無                           | 亞洲9號、亞太5C                              |                    |
| 龍祥育樂多媒體股份有限公司                            | LS TIME電影台                  | 64（台數科92（大揚105、新永安106）；三大67；世新、國聲79，洄瀾、東亞、東台、東播、澎湖、北都、南國無上架） | 無                           | 亞太5C                                       |                    |
| 米迦勒傳播事業股份有限公司                            | 好消息衛星電視台                 | 15（世新、國聲4；大揚4；南國11） ，祥通仍以SD播出 | 015                          | 中新2號                                      |                    |
| 米迦勒傳播事業股份有限公司                            | 好消息二台                       | 中嘉、天外天131；台灣大寬頻、大新店、屏南298；凱擘306；寶福、聯維133；北都415；大豐、台灣數位寬頻、新高雄104；全國122；大台中204；三大100；新彰116；世新、國聲192；大揚150、新永安201；南國210；洄瀾、東亞、東台、東播126；名城114，其餘系統台皆無上架                                                                                 | 無（僅上架公播餐070）        | 亞太5C                                       |                    |
| 富邦媒體科技股份有限公司 （富邦集團）                 | MOMO購物1台                    | 48（世新、國聲46 ; 中嘉47，祥通無上架） | 398                          |                                              |                    |
| 富邦媒體科技股份有限公司 （富邦集團）                 | MOMO購物2台                    | 35（三大36；南國36；名城34，祥通無上架） | 348                          |                                              |                    |
| 八大電視股份有限公司 （台塑集團）                     | 八大第一台                     | 27（祥通仍以SD播出；TBC因授權因素，已下架該台） | 無                           | 亞太5C                                       |                    |
| 八大電視股份有限公司 （台塑集團）                     | 八大綜合台                     | 28（祥通仍以SD播出；TBC因授權因素，已下架該台） | 無                           | 亞太5C                                       |                    |
| 八大電視股份有限公司 （台塑集團）                     | 八大戲劇台                     | 41（世新、國聲105） | 無                           | 亞太5C                                       |                    |
| 八大電視股份有限公司 （台塑集團）                     | 八大優頻道                     | 無 | 321                          | 無                                           |                    |
| 八大電視股份有限公司 （台塑集團）                     | 八大娛樂台                     | 凱擘、台灣大寬頻、大新店、屏南91；寶福、聯維87；北都86；大豐、台灣數位寬頻、新高雄78；天外天83；中嘉91；全國96；TBC100；台數科106（新永安86）；大台中107；三大79；新彰86；南國104；洄瀾、東亞、東台、東播107；澎湖94；名城81，世新、國聲、祥通無上架                                                                                   | 無                           | 亞太5C                                       |                    |
| 三立電視股份有限公司                                  | 三立台灣台                     | 29 | 無                           | 亞洲9號、中新2號                             |                    |
| 三立電視股份有限公司                                  | 三立都會台                     | 30 | 無                           | 中新2號                                      |                    |
| 三立電視股份有限公司                                  | 三立新聞台                     | 54 | 無                           | 亞洲5號、中新2號、SES-9                      |                    |
| 三立電視股份有限公司                                  | 三立國際台                     | 海外播出 | 海外播出                     | Anik-F3、亞洲9號                             |                    |
| 三立電視股份有限公司                                  | 三立iNEWS                      | 48/88/89/90（祥通78；北都、澎湖92；三大97；世新、國聲58；大揚、新永安87；名城86），澎湖、祥通仍以SD播出 | 504                          | 亞洲5號、中新2號                             |                    |
| 三立電視股份有限公司                                  | 三立戲劇台                     | 無 | 350                          | 無                                           |                    |
| 三立國際創意股份有限公司 （三立電視）                 | 三立綜合台                     | 無 | 301                          | 無                                           |                    |
| 聯鑫行銷股份有限公司 （三立電視）                     | MTV（音樂電視網）              | 79（凱擘、台灣大寬頻、大新店、屏南128；寶福、聯維93；全國81；大豐、台灣數位寬頻、新高雄97；TBC96；台數科100（新永安122）；大台中75；三大78；世新、國聲95；洄瀾、東亞、東台、東播84；澎湖78；祥通78） | 154                          | 中新2號                                      |                    |
| 東森電視事業股份有限公司                              | 東森綜合台                     | 32（南國33） | 無                           | 亞太5C                                       |                    |
| 東森電視事業股份有限公司                              | 東森新聞台                     | 51 | 無                           | 亞太5C、新天11号、亞洲4號                    |                    |
| 東森電視事業股份有限公司                              | 東森財經新聞台                 | 57（大揚104） | 無                           | 亞太5C                                       |                    |
| 東森電視事業股份有限公司                              | 東森電影台                     | 62（南國69） | 無                           | 亞太5C、亞洲4號                              |                    |
| 東森電視事業股份有限公司                              | 東森戲劇台                     | 40（三大80） | 無                           | 亞太5C                                       |                    |
| 東森電視事業股份有限公司                              | 東森幼幼台                     | 25，祥通仍以SD播出 | 無                           | 亞太5C                                       |                    |
| 東森電視事業股份有限公司                              | 東森洋片台                     | 66（大揚69；南國62） | 無                           | 亞太5C、亞洲4號                              |                    |
| 東森電視事業股份有限公司                              | 東森亞洲衛視台                 | 亞洲播出 | 無                           | 亞太5C                                       |                    |
| 東森電視事業股份有限公司                              | 東森亞洲新聞台                 | 亞洲播出 | 無                           | 亞太5C                                       |                    |
| 東森電視事業股份有限公司                              | 東森亞洲幼幼台                 | 亞洲播出 | 無                           | 亞太5C                                       |                    |
| 東森電視事業股份有限公司                              | 東森衛視台                     | 北美播出 | 無                           | Dishnetwork、SatMex 6                        |                    |
| 東森電視事業股份有限公司                              | 東森超級美東台                 | 北美播出 | 無                           | 銀河23號                                     |                    |
| 東森電視事業股份有限公司                              | 東森美洲新聞台                 | 北美播出 | 無                           | Dishnetwork，銀河23號，SatMex 6              |                    |
| 東森電視事業股份有限公司                              | 東森美洲幼幼台                 | 北美播出 | 無                           | Dishnetwork，PALAPA-D，亞洲4號               |                    |
| 東森電視事業股份有限公司                              | 東森美洲戲劇台                 | 北美播出 | 無                           | Dishnetwork                                  |                    |
| 東森電視事業股份有限公司                              | 東森中國台                     | 北美播出 | 無                           | Dishnetwork                                  |                    |
| 東森電視事業股份有限公司                              | 東森財經台                     | 北美播出 | 無                           |                                              |                    |
| 東森電視事業股份有限公司                              | 超視美洲62.6無線台             | 北美播出 | 無                           |                                              |                    |
| 超級傳播股份有限公司 （東森電視）                     | 東森超視                       | 33（大豐、台灣數位寬頻、新高雄79；大揚88；南國32；名城45；三大31） | 無                           | 亞太5C                                       |                    |
| 遠富國際股份有限公司 （東森國際）                     | ETtoday綜合台                  | 凱擘、台灣大寬頻、大新店、屏南89；南國93 | 315                          |                                              |                    |
| 東森得易購股份有限公司 （東森國際）                   | 東森購物2台                    | 34（三大35；世新、國聲35，祥通無上架），澎湖仍以SD播出 | 365                          | 亞洲9號                                      |                    |
| 東森得易購股份有限公司 （東森國際）                   | 東森購物1台                    | 47（世新、國聲47; 中嘉46，祥通無上架） | 299                          | 亞洲9號                                      |                    |
| 東森得易購股份有限公司 （東森國際）                   | 東森購物3台                    | 46（世新、國聲48; 中嘉45，祥通無上架），台數科、澎湖仍以SD播出 | 349                          | 亞洲9號                                      |                    |
| 東森得易購股份有限公司 （東森國際）                   | 東森購物4台                    | 無 | 399                          |                                              |                    |
| 東森得易購股份有限公司 （東森國際）                   | 東森購物5台                    | 60（祥通無上架），台數科、澎湖仍以SD播出 | 546                          | 亞洲9號                                      |                    |
| 高點傳媒股份有限公司 （大豐媒體）                     | 高點綜合台                     | 44（大台中93；大揚80；中嘉數位天空無上架），祥通仍以SD播出 | 無                           | 亞太5C                                       |                    |
| 高點傳媒股份有限公司 （大豐媒體）                     | 高點育樂台                     | 祥通46；中嘉136；凱擘、台灣大寬頻、大新店、屏南126；寶福、聯維113；大豐、台灣數位寬頻、新高雄96；天外天136；TBC126；台數科126；大台中103；三大89；新彰120；世新、國聲98；洄瀾、東亞、東台、東播104；澎湖88；名城84，北都、全國、南國無上架，寶福、聯維、台數科、澎湖仍以SD播出                                                         | 無                           |                                              |                    |
| 年代網際事業股份有限公司 （年代集團）                 | 年代新聞台                     | 50，祥通仍以SD播出 | 無                           | 中新2號                                      |                    |
| 年代網際事業股份有限公司 （年代集團）                 | 年代MUCH台                     | 38（世新、國聲41），祥通仍以SD播出 | 無                           | 中新2號                                      |                    |
| 年代網際事業股份有限公司 （年代集團）                 | 年代國際台                     | 亞洲播出 | 無                           |                                              |                    |
| 壹傳媒電視廣播股份有限公司 （年代集團）               | 壹電視綜合台                   | 台數科、全國、南國、洄瀾、東亞、東台、東播31；北都45；天外天93；中嘉數位天空80；新彰80；大豐、台灣數位寬頻、新高雄122；澎湖45；名城111；TBC104；祥通79，其餘系統台無上架 | 312                          |                                              |                    |
| 壹傳媒電視廣播股份有限公司 （年代集團）               | 壹電視新聞台                   | 49（世新、國聲91，大揚98），澎湖、祥通仍以SD播出 | 506                          | 亞太5C                                       |                    |
| 壹傳媒電視廣播股份有限公司 （年代集團）               | 壹電視電影台                   | TBC102；北都64；大豐、台灣數位寬頻、新高雄106；天外天97；全國87；中嘉數位天空81；新彰81；南國68；洄瀾、東亞、東台、東播70；澎湖64；名城112；祥通60，其餘系統台無上架 | 628                          |                                              |                    |
| 中天電視股份有限公司 （旺旺中時媒體集團）             | 中天綜合台                     | 36（世新、國聲38；南國78；三大33） | 無                           | 亞太5C                                       |                    |
| 中天電視股份有限公司 （旺旺中時媒體集團）             | 中天娛樂台                     | 39（台數科67；世新、國聲77；南國34） | 無                           | 亞太5C                                       |                    |
| 中天電視股份有限公司 （旺旺中時媒體集團）             | 中天亞洲台                     | 亞洲播出 | 亞洲播出                     | 亞太5C，MEASAT-3D，亞洲9號                   |                    |
| 中天電視股份有限公司 （旺旺中時媒體集團）             | 中天頻道                       | 北美播出 | 北美播出                     | DirecTV                                      |                    |
| 中天電視股份有限公司 （旺旺中時媒體集團）             | 中旺电视                       | 北美播出 | 北美播出                     | DirecTV                                      |                    |
| 聯利媒體股份有限公司（TVBS）                          | TVBS                           | 56 | 無                           | 中新2號，Anik-F3                             |                    |
| 聯利媒體股份有限公司（TVBS）                          | TVBS歡樂台                     | 42（因授權因素，TBC已下架該台） | 無                           | 中新2號                                      |                    |
| 聯利媒體股份有限公司（TVBS）                          | TVBS新聞台                     | 55 | 無                           | 中新2號、亞洲9號、亞洲5號                    |                    |
| 聯利媒體股份有限公司（TVBS）                          | TVBS-ASIA                      | 亞洲播出 | 亞洲播出                     | 亞洲9號、Measat-3d                           |                    |
| 聯利媒體股份有限公司（TVBS）                          | TVBS精采台                     | 無 | 311                          |                                              |                    |
| 飛凡傳播股份有限公司                                  | 非凡新聞台                     | 58（世新、國聲97） | 無（僅上架公播餐509）        | 亞太5C，亞洲7號                              |                    |
| 飛凡傳播股份有限公司                                  | 非凡商業台                     | 中嘉89；凱擘、台灣大寬頻、大新店、屏南、天外天90；寶福、聯維89；北都91；大豐、台灣數位寬頻、新高雄87；全國89；TBC89；台數科95（大揚103、新永安109）；大台中101；三大88；新彰93；世新、國聲96；南國84；洄瀾、東亞、東台、東播88；澎湖83；名城77；祥通59，澎湖、祥通仍以SD播出                                                           | 無                           | 亞太5C                                       |                    |
| 好萊塢影視股份有限公司                                | 好萊塢電影台                   | 68（世新、國聲107；大揚81；新永安91；南國64） | 無                           | 亞太5C                                       |                    |
| 亞洲衛星電視股份有限公司 （禾豐傳媒投資股份有限公司） | 亞洲旅遊台                     | 無 | 278                          |                                              |                    |
| 亞洲衛星電視股份有限公司 （禾豐傳媒投資股份有限公司） | 亞洲旅遊台（國際版）           | 中嘉126；台灣大寬頻、大新店、屏南223；寶福、聯維97；北都233；大豐、台灣數位寬頻、新高雄113；天外天165；全國245；TBC229；台數科172；大台中207；三大220；新彰309；世新、國聲178；洄瀾、東亞、東台、東播125；名城98；凱擘401，大揚、新永安、南國、澎湖、祥通無上架，台數科仍以SD播出                                                      | 無                           |                                              |                    |
| 亞洲衛星電視股份有限公司 （禾豐傳媒投資股份有限公司） | 亞洲綜合台                     | 無 | 307                          |                                              |                    |
| 亞洲衛星電視股份有限公司 （禾豐傳媒投資股份有限公司） | 美食星球                       | 中嘉、凱擘、台灣大寬頻、大新店、屏南、台數科、寶福、聯維、新彰148 | 275                          |                                              |                    |
| 亞洲衛星電視股份有限公司 （禾豐傳媒投資股份有限公司） | Medici-arts （梅迪奇藝術頻道） | 中嘉203；台灣大寬頻、大新店、屏南232；寶福、聯維209；北都224；大豐、台灣數位寬頻256、新高雄238；天外天241；全國242；TBC230；大台中209；三大178；新彰304；世新、國聲197；南國217；凱擘351，其餘系統台無上架，寶福、聯維仍以SD播出 | 152                          |                                              |                    |
| 博斯數位股份有限公司 （華人衛星電視傳播機構）         | 博斯魅力台                     | 中嘉245；凱擘、台灣大寬頻、大新店、屏南247；寶福、聯維306；北都206；大豐、台灣數位寬頻253、新高雄233；天外天235；全國264；TBC245；台數科248（大揚、新永安505）；大台中605；三大226；新彰306；世新、國聲275；南國225；洄瀾、東亞、東台、東播708；澎湖、名城、祥通無上架                                                                 | 207                          |                                              |                    |
| 博斯數位股份有限公司 （華人衛星電視傳播機構）         | 博斯網球台                     | 中嘉246；凱擘、台灣大寬頻、大新店、屏南248；寶福、聯維305；北都202；大豐、台灣數位寬頻254、新高雄234；天外天236；全國263；TBC241；台數科243（大揚、新永安502）；大台中603；三大225；新彰307；世新、國聲274；南國224；洄瀾、東亞、東台、東播707；澎湖、名城、祥通無上架                                                                 | 206                          |                                              |                    |
| 博斯數位股份有限公司 （華人衛星電視傳播機構）         | 博斯無限台                     | 中嘉247；凱擘、台灣大寬頻、大新店、屏南250；寶福、聯維308；北都205；大豐、台灣數位寬頻、新高雄89；天外天237；全國268；TBC242；台數科246（大揚、新永安506）；大台中607；三大227；新彰316；世新、國聲270；南國226；洄瀾、東亞、東台、東播703；名城125；澎湖、祥通無上架                                                                  | 208                          |                                              |                    |
| 博斯數位股份有限公司 （華人衛星電視傳播機構）         | 博斯無限二台                   | 中嘉248；凱擘、台灣大寬頻、大新店、屏南246；寶福、聯維309；北都200；天外天238；全國260；TBC247；台數科247（大揚、新永安507）；大台中608；三大228；新彰305；世新、國聲276；南國227；洄瀾、東亞、東台、東播704；大豐、台灣數位寬頻、新高雄、澎湖、名城、祥通無上架                                                                       | 209                          |                                              |                    |
| 博斯數位股份有限公司 （華人衛星電視傳播機構）         | 博斯運動一台                   | 中嘉209；凱擘、台灣大寬頻、大新店、屏南76；寶福、聯維83；北都201；大豐、台灣數位寬頻264、新高雄235；天外天209；全國80；TBC246；台數科76（大揚83）；大台中604；三大223；新彰308；世新、國聲269；南國75；洄瀾、東亞、東台、東播701；名城118；澎湖、祥通無上架                                                                            | 212                          |                                              |                    |
| 博斯數位股份有限公司 （華人衛星電視傳播機構）         | 博斯運動二台                   | 中嘉242；凱擘、台灣大寬頻、大新店、屏南242；寶福、聯維303；北都203；大豐、台灣數位寬頻252、新高雄232；天外天210；全國265；TBC240；台數科244（大揚、新永安503）；大台中606；三大224；新彰313；世新、國聲271；南國221；洄瀾、東亞、東台、東播702；名城119；澎湖、祥通無上架                                                              | 217                          |                                              |                    |
| 博斯數位股份有限公司 （華人衛星電視傳播機構）         | 博斯高球一台                   | 中嘉243；凱擘、台灣大寬頻、大新店、屏南244；寶福、聯維304；北都207；大豐、台灣數位寬頻250、新高雄230；天外天233；全國261；TBC243；台數科242（大揚、新永安500）；大台中601；三大221；新彰311；世新、國聲272；南國222；洄瀾、東亞、東台、東播705；澎湖、名城、祥通無上架                                                                 | 205                          |                                              |                    |
| 博斯數位股份有限公司 （華人衛星電視傳播機構）         | 博斯高球二台                   | 中嘉244；凱擘、台灣大寬頻、大新店、屏南245；寶福、聯維302；北都208；大豐、台灣數位寬頻251、新高雄231；天外天234；全國262；TBC244；台數科245（大揚、新永安501）；大台中602；三大222；新彰312；世新、國聲273；南國223；洄瀾、東亞、東台、東播706；澎湖、名城、祥通無上架                                                                 | 204                          |                                              |                    |
| 台灣互動電視股份有限公司 （華人衛星電視傳播機構）     | SMART知識台                    | 無 | 305                          |                                              |                    |
| 華人傳播事業股份有限公司 （華人衛星電視傳播機構）     | 台灣戲劇台                     | 無 | 351                          |                                              |                    |
| 龍華數位媒體科技股份有限公司 （華人衛星電視傳播機構） | 龍華動畫                       | 無 | 104                          |                                              |                    |
| 龍華數位媒體科技股份有限公司 （華人衛星電視傳播機構） | 龍華戲劇                       | 無 | 352                          |                                              |                    |
| 龍華數位媒體科技股份有限公司 （華人衛星電視傳播機構） | 龍華偶像                       | 無 | 353                          |                                              |                    |
| 龍華數位媒體科技股份有限公司 （華人衛星電視傳播機構） | 龍華電影                       | 無 | 611                          |                                              |                    |
| 龍華數位媒體科技股份有限公司 （華人衛星電視傳播機構） | 龍華影劇                       | 無 | 354                          |                                              |                    |
| 龍華數位媒體科技股份有限公司 （華人衛星電視傳播機構） | 龍華洋片                       | 無 | 615                          |                                              |                    |
| 龍華數位媒體科技股份有限公司 （華人衛星電視傳播機構） | 龍華經典                       | 無 | 624                          |                                              |                    |
| 靖天傳播國際事業股份有限公司                          | 靖洋卡通台 Nice Bingo          | 中嘉234；凱擘、台灣大寬頻、大新店、屏南215；TBC257；三大213；世新、國聲206 | 106                          |                                              |                    |
| 靖天傳播國際事業股份有限公司                          | Nice TV 靖天歡樂台             | TBC215；三大211；世新、國聲201 | 318                          |                                              |                    |
| 靖天傳播國際事業股份有限公司                          | 靖天綜合台                     | 中嘉、TBC137；三大212；世新、國聲126 | 303                          |                                              |                    |
| 靖天傳播國際事業股份有限公司                          | 靖天映畫台                     | 中嘉223；台灣大寬頻、大新店、屏南233；TBC133；三大217；世新、國聲183；凱擘605 | 613                          |                                              |                    |
| 靖天傳播國際事業股份有限公司                          | 靖天電影台                     | 中嘉224；TBC204，其餘無上架 | 614                          |                                              |                    |
| 靖天傳播國際事業股份有限公司                          | 靖天育樂台                     | TBC218；三大216；世新、國聲204 | 304                          |                                              |                    |
| 靖洋傳媒科技股份有限公司                              | 靖天卡通台                     | TBC258；三大214；世新、國聲207 | 107                          |                                              |                    |
| 靖洋傳媒科技股份有限公司                              | 靖天資訊台                     | 中嘉138；TBC81；大豐、台灣數位寬頻、新高雄159；三大215；世新、國聲202 | 302                          |                                              |                    |
| 靖洋傳媒科技股份有限公司                              | 靖天日本台                     | 中嘉139；TBC212；大豐、台灣數位寬頻、新高雄160；三大219；世新、國聲175 | 371                          |                                              |                    |
| 靖洋傳媒科技股份有限公司                              | 靖天戲劇台                     | 無 | 356                          |                                              |                    |
| 靖洋傳媒科技股份有限公司                              | 靖洋戲劇台                     | TBC134；世新、國聲203 | 357                          |                                              |                    |
| 靖洋傳媒科技股份有限公司                              | 樂活頻道                       | 中嘉316；凱擘、台灣大寬頻、大新店、屏南913；TBC417；台數科410；三大286；世新、國聲312；大豐、台灣數位寬頻、新高雄327，其餘系統台未上架 | 無                           |                                              |                    |
| 惟達科技股份有限公司 （威望媒體控股公司）             | CATCHPLAY電影台                | 61，部分系統台未上架 | 626                          |                                              |                    |
| 視納華仁紀實股份有限公司                              | 視納華仁紀實台                 | 無 | 600                          |                                              |                    |
| 采昌國際多媒體股份有限公司                            | 采昌影劇台                     | 無 | 629                          |                                              |                    |
| 華藝娛樂股份有限公司                                  | 華藝影劇台                     | 無 | 625                          |                                              |                    |
| 華藝娛樂股份有限公司                                  | 華藝台灣台                     | 凱擘（陽明山、金頻道、大安文山、新台北96）、台灣大寬頻、大新店、屏南117；中嘉113；台數科108（大揚114）；TBC、南國、大台中、天外天108；三大113；世新、國聲92；寶福、聯維91 | 330                          |                                              |                    |
| 華藝娛樂股份有限公司                                  | 華藝中文台                     | TBC、大豐、台灣數位寬頻、新高雄、名城31；中嘉222；南國83，其餘系統台未上架 | 378                          |                                              |                    |
| 智林運動行銷股份有限公司                              | 智林體育台                     | 中嘉、凱擘、台灣大寬頻、大新店、屏南、天外天129；台數科122（大揚128；新永安212）；世新、國聲184 | 215                          |                                              |                    |
| 幸福空間數位匯流股份有限公司                          | 幸福空間居家台                 | 凱擘、台灣大寬頻、大新店、屏南、中嘉、TBC、台數科、世新、國聲125；寶福、聯維142；天外天243；全國118；大台中215；澎湖106；新彰126，其餘系統台無上架，大台中仍以SD播出 | 266                          |                                              |                    |
| 全日通娛樂傳播股份有限公司                            | Z頻道                          | 中嘉96；凱擘、台灣大寬頻、大新店、屏南88；寶福、聯維95；天外天95；全國97；TBC113；台數科98（大揚97、新永安105）；大台中96；三大85；新彰98；世新、國聲85；名城80；祥通79，洄瀾、東亞、東台、東播、北都、澎湖、南國無上架，祥通已下架 | 無                           | 亞太5C                                       |                    |
| 新唐人亞太電視股份有限公司                            | 新唐人亞太台                   | 寶福、聯維81；北都93；天外天88；三大176；新彰96；澎湖96，澎湖仍以SD播出 | 320                          | 中新2號                                      |                    |
| 鏡電視股份有限公司                                    | 鏡電視新聞台                   | 86（三大90；南國85；名城107），洄瀾、東亞、東台、東播、北都87，聯維、寶福83，部分系統台未上架 | 508                          |                                              |                    |
| 十方法界實業股份有限公司                              | 十方法界電視台                 | 102/103（寶福、聯維101；北都416；大豐、台灣數位寬頻、新高雄101；TBC101；世新、國聲108；大揚92；南國90；澎湖93；名城89，祥通無上架），寶福、聯維、北都、澎湖仍以SD播出 | 無                           | 亞太5C、亞洲9號                              |                    |
| 佛衛電視台股份有限公司                                | 佛衛電視慈悲台                 | 104/105（大豐、台灣數位寬頻、新高雄100；天外天101；三大101；世新、國聲113；大揚90、新永安100；南國91；澎湖91，寶福、聯維、北都、全國、大台中、新彰、洄瀾、東亞、東台、東播、名城、祥通無上架），澎湖仍以SD播出 | 701                          | 中新2號（C&Ku頻）                            |                    |
| 華藏世界傳播股份有限公司                              | 華藏衛星電視台                 | 101/102（大豐、台灣數位寬頻、新高雄99；天外天100；全國297；TBC103；台數科103（大揚91）；大台中92；三大104；世新、國聲112；名城90；祥通3，北都、新彰、澎湖無上架），寶福、聯維、祥通仍以SD播出 | 702                          | SatMex 6，銀河25，電星12號、亞太7號          |                    |
| 華藏世界傳播股份有限公司                              | 世界電視台                     | 中嘉103；凱擘、台灣大寬頻、大新店、屏南105；寶福、聯維108；全國296；三大87，其餘系統台皆無上架，寶福、聯維仍以SD播出 | 無                           | 亞太7號                                      |                    |
| 生命電視股份有限公司                                  | 生命電視台                     | 寶福、聯維211；北都101；全國292；三大132；名城91，其餘系統台未上架，寶福、聯維仍以SD播出 | 無                           | 中新2號、亞太7號                             |                    |
| 財團法人臺灣基督復臨安息日會                          | 希望綜合台                     | 北都411；全國298；台數科131；大台中113；三大131；世新、國聲134；洄瀾、東亞、東台、東播821；名城109，其餘系統台無上架 | 無                           | 亞太5C                                       |                    |
| 新海克拉斯電視台事業股份有限公司                      | 新天地民俗台                   | 115（澎湖85；名城85，祥通無上架），澎湖仍以SD播出 | 334                          |                                              |                    |
| 天然成股份有限公司                                    | 天美麗電視台                   | 118（北都、祥通無上架），寶福、聯維仍以SD播出 | 無                           |                                              |                    |
| 財團法人正德文教傳播基金會                            | 正德電視台                     | 109（洄瀾、東亞、東台、東播110，北都、大豐、台灣數位寬頻、新高雄、全國、台數科、世新、國聲、大揚、新永安、南國、澎湖、名城、祥通無上架） | 704                          |                                              |                    |
| 阿里山衛星電視國際股份有限公司 （世新有線電視）       | 台灣綜合台                     | 中嘉97、凱擘、台灣大寬頻、大新店、屏南97；寶福、聯維114；大豐、台灣數位寬頻、新高雄83；天外天113；全國99；台數科91（大揚76、新永安92）；大台中106；三大96；世新、國聲76；南國95；澎湖105；名城110，北都、TBC、新彰、洄瀾、東亞、東台、東播、祥通無上架，寶福、聯維仍以SD播出                                                           | 無                           |                                              |                    |
| 台灣藝術電視台股份有限公司                            | 台灣藝術電視台                 | 100（大豐、台灣數位寬頻、新高雄81；天外天87；全國293；TBC87；台數科96（大揚78、新永安77）；大台中89；三大84；世新、國聲87；南國87；洄瀾、東亞、東台、東播100；澎湖89；名城87；祥通78，北都、新彰無上架），祥通仍以SD播出 | 無                           |                                              |                    |
| 亞藝電視股份有限公司                                  | 雙子衛視                       | 120（台數科89；大台中90，部分系統台無上架），寶福、聯維、新彰仍以SD播出 | 無                           |                                              |                    |
| 信大國際多媒體股份有限公司                            | 信大電視台                     | 中嘉105；凱擘、台灣大寬頻、大新店、屏南、寶福、聯維、天外天106；大豐、台灣數位寬頻、新高雄103；全國167；TBC83；台數科86（大揚108、新永安88）；大台中83；三大99；世新、國聲、名城88；南國92；洄瀾、東亞、東台、東播89；澎湖84；祥通34，新彰無上架，祥通仍以SD播出                                                                       | 無                           | 亞太5C                                       |                    |
| 台灣番薯傳播事業股份有限公司                          | 番薯衛星電視台                 | 111（澎湖、名城、祥通無上架） | 無                           |                                              |                    |
| 信吉傳播股份有限公司                                  | 信吉衛星電視台                 | 82（祥通77），祥通仍以SD播出 | 328                          | 亞太5C                                       |                    |
| 信吉媒體科技股份有限公司                              | 信吉藝文衛星電視台             | 無 | 331                          |                                              |                    |
| 信盈貿易股份有限公司                                  | 天良衛星電視台                 | 110（寶福、聯維85；大豐、台灣數位寬頻、新高雄88；全國84；大台中87；三大86；洄瀾、東亞、東台、東播93；澎湖86；名城83，世新、國聲、祥通無上架） | 即將上架至735台              |                                              |                    |
| 大立電視股份有限公司                                  | 大立電視台                     | 119（世新、國聲84；名城93，祥通無上架） | 332                          |                                              |                    |
| 誠心衛星電視股份有限公司                              | 誠心電視台                     | 94（北都、澎湖、名城、祥通無上架） | 無                           |                                              |                    |
| 富立多媒體股份有限公司                                | 富立電視台                     | 112（大揚、新永安99；南國89；澎湖98；名城126，全國、世新、國聲、祥通無上架） | 333                          |                                              |                    |
| 國世德國際多媒體股份有限公司                          | 全大電視台                     | 107（大台中116，新彰、世新、國聲、洄瀾、東亞、東台、東播、澎湖、名城、祥通無上架） | 無                           |                                              |                    |
| 大台中數位有線電視股份有限公司                        | 威達超舜生活台                 | 中嘉99；凱擘、台灣大寬頻、大新店、屏南99；大豐、台灣數位寬頻、新高雄117；天外天117；TBC117；大台中86；台數科117；三大117；新彰99；南國99；世新、國聲80；洄瀾、東亞、東台、東播117；澎湖81，其餘系統台皆無上架，澎湖仍以SD播出 | 無                           |                                              |                    |
| 海豚多媒體股份有限公司                                | 海豚綜合台                     | 98/99（台數科77（大揚、新永安120）；大台中76；三大83；新彰88；世新、國聲89；洄瀾、東亞、東台、東播99；名城97，祥通無上架） | 無                           | 亞太5C                                       |                    |
| 唯心宗文化傳播股份有限公司                            | 唯心電視台                     | 中嘉140；凱擘、台灣大寬頻、大新店、屏南、TBC、大台中、三大130；寶福、聯維210；北都412；台數科140；新彰105，大豐、台灣數位寬頻、新高雄、天外天、全國、世新、國聲、南國、洄瀾、東亞、東台、東播、澎湖、名城、祥通無上架，寶福、聯維仍以SD播出                                                                                            | 700                          | 亞太7號                                      |                    |
| 鑫傳視訊廣告股份有限公司（台數科）                    | 冠軍電視台                     | 87（寶福、聯維84；北都84；大豐、台灣數位寬頻、新高雄33；天外天86；全國294；台數科64（大揚84、新永安81）；三大64；新彰117；世新、國聲70；南國67；洄瀾、東亞、東台、東播86；澎湖80；TBC91（，大台中、名城、祥通無上架），澎湖仍以SD播出                                                                                                  | 329                          |                                              |                    |
| 鑫傳視訊廣告股份有限公司（台數科）                    | 冠軍夢想台                     | 114（寶福、聯維134；大豐、台灣數位寬頻、新高雄105；天外天112；全國295；台數科81（大揚79、新永安90）；三大133；新彰125；世新、國聲93；南國218；澎湖87，大台中、洄瀾、東亞、東台、東播、名城、祥通無上架），南國仍以SD播出 | 無                           |                                              |                    |
| 鑫傳視訊廣告股份有限公司（台數科）                    | 中台灣生活網                   | 中嘉90；凱擘、大新店、屏南84、台固80、台數科20（大揚79、新永安130）、TBC84 | 無                           |                                              |                    |
| 鑫傳視訊廣告股份有限公司（台數科）                    | A-One體育台                    | 台數科167 | 無                           |                                              |                    |
| 星穎國際傳播股份有限公司（OHO6）                      | HOT頻道                        | 中嘉311；寶福、聯維259；北都509；大豐、台灣數位寬頻、新高雄301；天外天311；全國509；TBC420；台數科403；三大295；世新、國聲306；大揚、新永安414；南國405；洄瀾、東亞、東台、東播903，凱擘、台灣大寬頻、大新店、屏南、新彰、澎湖、名城、祥通未上架，中嘉、北都、TBC、台數科以HD播出                                                      | 830                          |                                              |                    |
| 星穎國際傳播股份有限公司（OHO6）                      | Hi-PLAY （玩家頻道）           | 中嘉313；寶福、聯維260；北都508；大豐、台灣數位寬頻303；天外天313；全國508；TBC418；台數科401；三大294；世新、國聲305；大揚、新永安412；南國404；洄瀾、東亞、東台、東播902，凱擘、台灣大寬頻、大新店、屏南、新彰、新高雄、澎湖、名城、祥通未上架，皆仍以SD播出                                                                         | 無                           |                                              |                    |
| 豐禎電視事業股份有限公司（OHO6）                      | HAPPY                          | 中嘉312；寶福、聯維261；北都510；大豐、台灣數位寬頻、新高雄302；天外天312；全國507；TBC419；台數科402；三大293；世新、國聲307；大揚、新永安413；南國406；洄瀾、東亞、東台、東播901，凱擘、台灣大寬頻、大新店、屏南、新彰、澎湖、名城、祥通未上架，中嘉、北都、TBC、三大、台數科以HD播出                                                | 831                          |                                              |                    |
| 朝禾事業股份有限公司                                  | 彩虹E台                        | 中嘉308；凱擘、台灣大寬頻、大新店、屏南901；寶福、聯維255；大豐、台灣數位寬頻312、新高雄305；天外天308；TBC405；大揚、新永安405，北都、全國、台數科、大台中、三大、新彰、世新、國聲、南國、洄瀾、東亞、東台、東播、澎湖、名城、祥通未上架，中嘉、TBC以HD播出，其餘系統台仍以SD播出                                                     | 832                          | 亞太5C                                       |                    |
| 朝禾事業股份有限公司                                  | 彩虹電影台                     | 中嘉309；凱擘、台灣大寬頻、大新店、屏南902；寶福、聯維256；大豐、台灣數位寬頻314、新高雄307；天外天309；TBC406；大揚、新永安406，北都、全國、台數科、大台中、三大、新彰、世新、國聲、南國、洄瀾、東亞、東台、東播、澎湖、名城、祥通未上架，中嘉、TBC以HD播出，其餘系統台仍以SD播出                                                     | 833                          | 亞太5C                                       |                    |
| 朝禾事業股份有限公司                                  | LOOK TV                        | 無 | 無                           | 亞太5C                                       | DSKY直播衛星41頻道 |
| 松視事業股份有限公司（OHO6）                          | 松視1台                        | 中嘉305；凱擘、台灣大寬頻、大新店、屏南908；寶福、聯維250；大豐、台灣數位寬頻321；天外天305；全國503；TBC408；台數科405（大揚、新永安400）；三大296；新彰907；世新、國聲301；南國401，北都、大台中、新高雄、洄瀾、東亞、東台、東播、澎湖、名城、祥通未上架                                                                             | 835                          |                                              |                    |
| 松視事業股份有限公司（OHO6）                          | 松視2台                        | 中嘉306；凱擘、台灣大寬頻、大新店、屏南909；寶福、聯維252；大豐、台灣數位寬頻322；天外天306；全國504；TBC409；台數科406（大揚、新永安401）；三大297；新彰908；世新、國聲302；南國402，北都、大台中、新高雄、洄瀾、東亞、東台、東播、澎湖、名城、祥通未上架，凱擘、台灣大寬頻、大新店、屏南、寶福、聯維、天外天、大揚、新永安仍以SD播出 | 836                          |                                              |                    |
| 松視事業股份有限公司（OHO6）                          | 松視3台                        | 中嘉307；凱擘、台灣大寬頻、大新店、屏南910；寶福、聯維253；大豐、台灣數位寬頻323；天外天307；全國505；TBC410；台數科407（大揚、新永安402）；三大298；新彰909；世新、國聲303；南國403，北都、大台中、新高雄、洄瀾、東亞、東台、東播、澎湖、名城、祥通未上架，中嘉、TBC、台數科、新彰以HD播出                                            | 837                          |                                              |                    |
| 松視事業股份有限公司（OHO6）                          | 松視4台                        | 中嘉302；寶福、聯維254；北都505；大豐、台灣數位寬頻324；天外天302；全國506；TBC411；台數科404（大揚、新永安403）；三大299；新彰910；世新、國聲304，凱擘、台灣大寬頻、大新店、屏南911、大台中、新高雄、南國、洄瀾、東亞、東台、東播、澎湖、名城、祥通未上架，北都、天外天、全國、TBC以HD播出                                            | 無                           |                                              |                    |
| 奧視股份有限公司                                      | 驚豔成人電影台                 | 中嘉314；凱擘、台灣大寬頻、大新店、屏南906；天外天314；TBC415；台數科413（大揚、新永安410）；大台中800；南國407，寶福、聯維、北都、大豐、台灣數位寬頻、新高雄、全國、三大、新彰、世新、國聲、洄瀾、東亞、東台、東播、澎湖、名城、祥通未上架，台數科以HD播出                                                                            | 840                          |                                              |                    |
| 奧視股份有限公司                                      | 香蕉台                         | 中嘉315；凱擘、台灣大寬頻、大新店、屏南907；天外天315；TBC416；台數科414（大揚、新永安411）；大台中801；南國408，寶福、聯維、北都、大豐、台灣數位寬頻、新高雄、全國、三大、新彰、世新、國聲、洄瀾、東亞、東台、東播、澎湖、名城、祥通未上架                                                                                            | 841                          |                                              |                    |
| 緯來電視網股份有限公司                                | 緯來日本台                     | 75/76（凱擘、台灣大寬頻、大新店、屏南77；台數科79（大揚44）；大台中44；世新、國聲43），祥通仍以SD播出 | 無                           |                                              |                    |
| 緯來電視網股份有限公司                                | 緯來體育台                     | 72 | 無                           |                                              |                    |
| 緯來電視網股份有限公司                                | 緯來綜合台                     | 26，澎湖、祥通仍以SD播出 | 無                           |                                              |                    |
| 緯來電視網股份有限公司                                | 緯來育樂台                     | 70/71（台數科87；世新、國聲68）澎湖仍以SD播出 | 無                           |                                              |                    |
| 緯來電視網股份有限公司                                | 緯來戲劇台                     | 43（世新、國聲39；祥通仍以SD播出） | 無                           |                                              |                    |
| 緯來電視網股份有限公司                                | 緯來電影台                     | 63（大豐、台灣數位寬頻、新高雄64；南國70），澎湖仍以SD播出 | 無                           |                                              |                    |
| 緯來電視網股份有限公司                                | 緯來精采台                     | 凱擘、台灣大寬頻、大新店、屏南214 | 313                          |                                              |                    |
| 寶島文化電視台                                        | 寶島文化台                     | 132（大豐133；TBC138） | 無                           |                                              |                    |

## 境外衛星廣播電視事業
| 業者名稱 | 頻道名稱                                               | 有線數位播出 | 寬頻網路 （中華電信MOD）播出 | 衛星數位播出      |
| --- | ------------------------------------------------------ | --- | ---------------------------- | ----------------- |
| 英國廣播公司（BBC） （執照所有者：英商英廣國際股份有限公司台灣分公司，運營商：愛爾達科技股份有限公司）                                                      | BBC News（BBC新聞頻道）                                | 中嘉161；凱擘、台灣大寬頻、大新店、屏南312；寶福、聯維138；北都241；大豐、台灣數位寬頻、新高雄2；天外天161；全國147；台數科164（大揚122、新永安209）；TBC150；三大171；新彰205；世新、國聲193，其餘系統台無上架                                                  | 551                          | 國際8號           |
| 英國廣播公司（BBC） （執照所有者：英商英廣國際股份有限公司台灣分公司，運營商：愛爾達科技股份有限公司）                                                      | BBC Earth（BBC自然知性頻道）                           | 18，北都、祥通無上架 | 252                          |                   |
| 英國廣播公司（BBC） （執照所有者：英商英廣國際股份有限公司台灣分公司，運營商：愛爾達科技股份有限公司）                                                      | BBC Lifestyle（BBC生活風格頻道）                       | 78/79（大豐、台灣數位寬頻、新高雄84；全國129；台數科101（新永安97）；三大77；南國96；洄瀾、東亞、東台、東播83；澎湖77），北都、祥通無上架 | 260                          |                   |
| 英國廣播公司（BBC） （執照所有者：英商英廣國際股份有限公司台灣分公司，運營商：愛爾達科技股份有限公司）                                                      | CBeebies（幼兒育樂頻道）                               | 中嘉237；凱擘、台灣大寬頻、大新店、屏南203；TBC253；台數科209（大揚、新永安306）；大豐、台灣數位寬頻、新高雄219；世新、國聲194，其餘系統台無上架 | 108                          | MEASAT-3          |
| 日本放送協會（NHK） （三商多媒體股份有限公司代理） | NHK World Premium （NHK世界台）                        | 凱擘、大新店、屏南、台灣大寬頻122；中嘉106；北都106；寶福、聯維98；天外天105；全國150：TBC95；大豐、台灣數位寬頻、新高雄109；台數科135（大揚64）；大台中104；新彰90；三大22；世新、國聲15；南國20；洄瀾、東亞、東台、東播11；澎湖4；名城4；祥通48                | 無                           | 國際8號           |
| 日本放送協會（NHK） （三商多媒體股份有限公司代理） | NHK World（NHK新闻资讯台）                             | 北都105；寶福、聯維145；全國137；洄瀾、東亞、東台、東播90；澎湖79；名城113；大台中120；三大81，其餘系統台無上架 | 560                          |                   |
| 年代網際事業股份有限公司 （媒體棧） | 東風衛視                                               | 37，祥通仍以SD播出 | 無                           |                   |
| 華納兄弟探索（Warner Bros. Discovery） （美商特納傳播股份有限公司台灣分公司代理）/ （家庭票房股份有限公司代理）/ （新加坡商全球紀實有限公司台灣分公司代理） | CNN International（有線電視新聞網）                    | 5/6（大豐、台灣數位寬頻、新高雄80，祥通未上架），澎湖仍以SD播出 | 550                          | 亞洲7號，國際8號  |
| 華納兄弟探索（Warner Bros. Discovery） （美商特納傳播股份有限公司台灣分公司代理）/ （家庭票房股份有限公司代理）/ （新加坡商全球紀實有限公司台灣分公司代理） | Cartoon Network（卡通頻道）                            | 22/23（豐盟8；群健8；大台中8；三大24；大揚24、新永安20；南國24；世新、國聲20；洄瀾、東亞、東台、東播113；澎湖20）；澎湖、祥通仍以SD播出 | 無                           | 亞洲7號           |
| 華納兄弟探索（Warner Bros. Discovery） （美商特納傳播股份有限公司台灣分公司代理）/ （家庭票房股份有限公司代理）/ （新加坡商全球紀實有限公司台灣分公司代理） | Warner TV                                              | 中嘉229；凱擘、台灣大寬頻、大新店、屏南217；寶福、聯維204；北都69；全國79；天外天213；TBC203；大台中97；新彰108；世新、國聲179；三大61；南國65；名城69 | 616                          | 亞太5C            |
| 華納兄弟探索（Warner Bros. Discovery） （美商特納傳播股份有限公司台灣分公司代理）/ （家庭票房股份有限公司代理）/ （新加坡商全球紀實有限公司台灣分公司代理） | CARTOONITO                                             | 中嘉236；凱擘、台灣大寬頻、大新店、屏南204；台數科、寶福、聯維23；北都24；TBC254；大台中98；新彰300；世新、國聲22 | 102                          | MEASAT-3a、亞太5C |
| 華納兄弟探索（Warner Bros. Discovery） （美商特納傳播股份有限公司台灣分公司代理）/ （家庭票房股份有限公司代理）/ （新加坡商全球紀實有限公司台灣分公司代理） | HBO                                                    | 65（大揚66、新永安114；南國61），澎湖、祥通仍以SD播出 | 無                           | 亞太7號           |
| 華納兄弟探索（Warner Bros. Discovery） （美商特納傳播股份有限公司台灣分公司代理）/ （家庭票房股份有限公司代理）/ （新加坡商全球紀實有限公司台灣分公司代理） | Cinemax                                                | 70/71（世新、國聲64；大揚67、新永安68；南國63；洄瀾、東亞、東台、東播80；澎湖67，大台中無上架），澎湖、祥通仍以SD播出 | 無                           | 亞太7號           |
| 華納兄弟探索（Warner Bros. Discovery） （美商特納傳播股份有限公司台灣分公司代理）/ （家庭票房股份有限公司代理）/ （新加坡商全球紀實有限公司台灣分公司代理） | HBO HD                                                 | 中嘉、天外天217；凱擘、台灣大寬頻、大新店、屏南235；寶福、聯維200；北都226；大豐、台灣數位寬頻207、新高雄223；全國226；TBC207；台數科220（大揚200、新永安65）；新彰226；世新、國聲186；南國201                                                                   | 無                           |                   |
| 華納兄弟探索（Warner Bros. Discovery） （美商特納傳播股份有限公司台灣分公司代理）/ （家庭票房股份有限公司代理）/ （新加坡商全球紀實有限公司台灣分公司代理） | HBO Signature（HBO原创巨献）                           | 中嘉、天外天218；凱擘、台灣大寬頻、大新店、屏南237；寶福、聯維203；大豐、台灣數位寬頻206、新高雄222；全國227；TBC209；台數科221（大揚202、新永安98）；新彰228；世新、國聲187；南國203                                                                            | 無                           |                   |
| 華納兄弟探索（Warner Bros. Discovery） （美商特納傳播股份有限公司台灣分公司代理）/ （家庭票房股份有限公司代理）/ （新加坡商全球紀實有限公司台灣分公司代理） | HBO Family（HBO溫馨家庭）                              | 中嘉、天外天220；凱擘、台灣大寬頻、大新店、屏南238；寶福、聯維202；大豐、台灣數位寬頻205、新高雄221；全國228；TBC210；台數科222（大揚203、新永安113）；新彰229；世新、國聲188；南國204                                                                           | 無                           |                   |
| 華納兄弟探索（Warner Bros. Discovery） （美商特納傳播股份有限公司台灣分公司代理）/ （家庭票房股份有限公司代理）/ （新加坡商全球紀實有限公司台灣分公司代理） | HBO Hits（HBO強檔鉅獻）                                | 中嘉、天外天219；凱擘、台灣大寬頻、大新店、屏南236；寶福、聯維201；大豐、台灣數位寬頻204、新高雄220；全國229；TBC208；台數科223（大揚201、新永安45）；新彰227；世新、國聲189；南國202                                                                            | 無                           |                   |
| 華納兄弟探索（Warner Bros. Discovery） （美商特納傳播股份有限公司台灣分公司代理）/ （家庭票房股份有限公司代理）/ （新加坡商全球紀實有限公司台灣分公司代理） | Discovery Channel（探索頻道）（台灣版）                | 19（名城21），祥通仍以SD播出 | 無                           | 國際8號、亞太5C   |
| 華納兄弟探索（Warner Bros. Discovery） （美商特納傳播股份有限公司台灣分公司代理）/ （家庭票房股份有限公司代理）/ （新加坡商全球紀實有限公司台灣分公司代理） | Animal Planet（動物星球頻道）（台灣版）                | 20/21（台數科12；大台中22；TBC群健22；南國22；洄瀾、東亞、東台、東播22；名城19），祥通仍以SD播出，北都無上架 | 無                           | 國際8號、亞太5C   |
| 華納兄弟探索（Warner Bros. Discovery） （美商特納傳播股份有限公司台灣分公司代理）/ （家庭票房股份有限公司代理）/ （新加坡商全球紀實有限公司台灣分公司代理） | TLC（Travel & Living Channel，旅遊生活頻道）（台灣版） | 20/21（世新、國聲24），祥通仍以SD播出，北都無上架 | 無                           | 國際8號           |
| 華納兄弟探索（Warner Bros. Discovery） （美商特納傳播股份有限公司台灣分公司代理）/ （家庭票房股份有限公司代理）/ （新加坡商全球紀實有限公司台灣分公司代理） | Discovery Asia                                         | 中嘉、天外天204；凱擘、台灣大寬頻、大新店、屏南206；大豐、台灣數位寬頻237、新高雄204；台數科200（大揚、新永安300）；TBC223；南國205；洄瀾、東亞、東台、東播301                                                                                                   | 253                          | 國際8號、亞太5C   |
| 華納兄弟探索（Warner Bros. Discovery） （美商特納傳播股份有限公司台灣分公司代理）/ （家庭票房股份有限公司代理）/ （新加坡商全球紀實有限公司台灣分公司代理） | Discovery Science（Discovery 科學頻道）                | 中嘉、天外天205；凱擘、台灣大寬頻、大新店、屏南210；大豐、台灣數位寬頻235、新高雄202；台數科201（大揚、新永安302）；TBC224；南國207；洄瀾、東亞、東台、東播302                                                                                                   | 254                          | 國際8號、亞太5C   |
| 華納兄弟探索（Warner Bros. Discovery） （美商特納傳播股份有限公司台灣分公司代理）/ （家庭票房股份有限公司代理）/ （新加坡商全球紀實有限公司台灣分公司代理） | DMAX                                                   | 中嘉、天外天206；凱擘、台灣大寬頻、大新店、屏南231；大豐、台灣數位寬頻234、新高雄201；台數科202（大揚、新永安301）；TBC225；南國206 | 255                          | 亞太5C            |
| 華納兄弟探索（Warner Bros. Discovery） （美商特納傳播股份有限公司台灣分公司代理）/ （家庭票房股份有限公司代理）/ （新加坡商全球紀實有限公司台灣分公司代理） | Eve                                                    | 中嘉、天外天207；凱擘、台灣大寬頻、大新店、屏南218；大豐、台灣數位寬頻236、新高雄203；台數科215；TBC213（大揚、新永安303）；南國208；洄瀾、東亞、東台、東播303                                                                                                   | 256                          |                   |
| 華納兄弟探索（Warner Bros. Discovery） （美商特納傳播股份有限公司台灣分公司代理）/ （家庭票房股份有限公司代理）/ （新加坡商全球紀實有限公司台灣分公司代理） | Eurosport（歐洲體育台）                                | 中嘉、天外天239；凱擘、台灣大寬頻、大新店、屏南243；大豐、台灣數位寬頻265、新高雄206 | 216                          |                   |
| 華納兄弟探索（Warner Bros. Discovery） （美商特納傳播股份有限公司台灣分公司代理）/ （家庭票房股份有限公司代理）/ （新加坡商全球紀實有限公司台灣分公司代理） | Travel Channel                                         | 北都18；凱擘、台灣大寬頻、大新店、屏南221；寶福、聯維208；天外天164；新彰314；大豐、台灣數位寬頻263；新高雄210 | 280                          |                   |
| 華納兄弟探索（Warner Bros. Discovery） （美商特納傳播股份有限公司台灣分公司代理）/ （家庭票房股份有限公司代理）/ （新加坡商全球紀實有限公司台灣分公司代理） | AFN（Asian Food Network，亞洲美食頻道）                | 中嘉202；凱擘、台灣大寬頻、大新店、屏南225；寶福、聯維206；大豐、台灣數位寬頻231、新高雄209；北都107；天外天214；台數科211（大揚、新永安309）；新彰301；世新、國聲176                                                                                            | 276                          |                   |
| 華納兄弟探索（Warner Bros. Discovery） （美商特納傳播股份有限公司台灣分公司代理）/ （家庭票房股份有限公司代理）/ （新加坡商全球紀實有限公司台灣分公司代理） | Food Network（美食频道）                               | 凱擘、台灣大寬頻、大新店、屏南220；寶福、聯維207；北都108；天外天212；新彰302 | 277                          |                   |
| 華納兄弟探索（Warner Bros. Discovery） （美商特納傳播股份有限公司台灣分公司代理）/ （家庭票房股份有限公司代理）/ （新加坡商全球紀實有限公司台灣分公司代理） | HGTV（Home & Garden Television，居家樂活）             | 凱擘、台灣大寬頻、大新店、屏南226；北都78；天外天81；寶福、聯維112；全國117；三大125；新彰127；大台中200；大揚125、新永安210 | 268                          |                   |
| KC Global Media （美商超躍有限公司臺灣分公司代理） | AXN                                                    | 67（大屯、佳光、佳聯、北港84、中投39、大揚65；南國66；澎湖70，三大69），祥通仍以SD播出 | 無                           | 亞太7號，亞太5C   |
| KC Global Media （美商超躍有限公司臺灣分公司代理） | Animax                                                 | 中嘉、新彰84；凱擘、台灣大寬頻、大新店、屏南81；寶福、聯維96；北都77；大豐、台灣數位寬頻、新高雄95；全國76；TBC、南國97；天外天、台數科104（大揚22、新永安24）；大台中95；三大105；世新、國聲34；名城92；洄瀾、東亞、東台、東播253，澎湖、祥通未上架             | 374                          | 亞太7號、亞太5C   |
| NBC環球集團 （執照所有者：新加坡商全球廣播商業新聞電視台有限公司台灣分公司，運營商：杰德創意影音管理股份有限公司）                                            | CNBC Asia （CNBC亞洲台）                               | 凱擘、台灣大寬頻、大新店、屏南311；天外天253；世新、國聲132；南國219，天外天、南國仍以SD播出 | 554                          |                   |
| 派拉蒙全球 （頻道營運商:德影音管理股份有限公司） | Nickelodeon Asia（尼克兒童頻道）                       | 中嘉235；凱擘、台灣大寬頻、大新店、屏南、大豐、台灣數位寬頻、新高雄、新彰、天外天23；北都230；全國205；TBC250；洄瀾、東亞、東台、東播251 | 105                          |                   |
| 派拉蒙全球 （頻道營運商:德影音管理股份有限公司） | Nick Jr. （小尼克頻道）                                | 中嘉22；凱擘、台灣大寬頻、大新店、屏南216；北都、全國、大台中、三大、南國、澎湖、名城、祥通、洄瀾、東亞、東台、東播、TBC23；天外天201 | 110                          |                   |
| 派拉蒙全球 （頻道營運商:德影音管理股份有限公司） | MTV Live HD                                            | 中嘉230；凱擘、台灣大寬頻、大新店、屏南227；全國243、北都80；洄瀾、東亞、東台、東播351 | 153                          |                   |
| 夢工廠 （家庭票房股份有限公司代理） | Dreamworks                                             | 凱擘、台灣大寬頻、大新店、屏南212；TBC202；台數科207（大揚12、新永安11）；世新、國聲190 | 111                          |                   |
| TV5MONDE（法國） （台北影業股份有限公司代理） | TV5MONDE ASIE                                          | 中嘉162；凱擘、台灣大寬頻、大新店、屏南315；寶福、聯維140；北都252；天外天162；全國155；台數科170（大揚、新永安206）；大台中206；三大172；新彰204；世新、國聲133；洄瀾、東亞、東台、東播851，寶福、聯維、北都、台數科、大台中、三大仍以SD播出                    | 750                          |                   |
| TV5MONDE（法國） （台北影業股份有限公司代理） | TV5MONDE Style HD                                      | 凱擘、台灣大寬頻、大新店、屏南228；世新、國聲198 | 284                          |                   |
| RFI（法國國際廣播集團） （台北影業股份有限公司代理） | FRANCE 24（French）（法國24，法語）                    | 全國289；大揚、新永安511，皆仍以SD播出 | 755（SD）                    |                   |
| RFI（法國國際廣播集團） （台北影業股份有限公司代理） | FRANCE 24（English）（法國24，英語）                   | 天外天254；全國158；台數科166（大揚、新永安208）；三大177；新彰201；世新、國聲131；洄瀾、東亞、東台、東播853，三大、世新、國聲以HD播出，其餘系統台仍以SD播出 | 557                          |                   |
| Deutsche Welle（德國之聲）（ARD，德國公共廣播聯盟） （德創意影音管理股份有限公司代理）                                                                      | DW（English）（德國之聲，英語）                        | 台灣大寬頻、大新店、屏南314；寶福、聯維137；天外天251；全國148；大台中208；三大173；新彰203；世新、國聲127；南國220；凱擘507；洄瀾、東亞、東台、東播855，寶福、聯維、天外天、大台中、南國仍以SD播出                                                              | 556                          |                   |
| Euronews（歐盟） （台灣互動電視股份有限公司代理） | Euronews（歐洲新聞台）                                 | 大豐、台灣數位寬頻、新高雄158；全國154；TBC249；大台中309；世新、國聲129，皆仍以SD播出 | 555（SD）                    |                   |
| 半島電視台（卡達） （德創意影音管理股份有限公司代理） | Al Jazeera（English）（半島英語新聞台）                | 全國160；大台中305；世新、國聲128；洄瀾、東亞、東台、東播856 | 561                          |                   |
| 新傳媒（新加坡） （普拉斯國際行銷股份有限公司代理） | Channel NewsAsia（亞洲新聞台）                         | 中嘉、天外天163；寶福、聯維136；全國157；TBC127；台數科165；大台中306；南國214，台數科、大台中、南國仍以SD播出 | 553                          |                   |
| KIBF（韓國國際放送交流財團） （台北影業股份有限公司代理）                                                                                                   | Arirang TV（阿里郎電視台）                             | 台灣大寬頻、大新店、屏南313；寶福、聯維116；北都251；天外天252；全國156；TBC129；台數科171（大揚、新永安205）；大台中205；三大175；新彰200；世新、國聲130；凱擘508；洄瀾、東亞、東台、東播852，凱擘、台灣大寬頻、大新店、屏南、TBC以HD播出，其餘系統台仍以SD播出 | 751                          |                   |
| 嘉麗台 Kah Lai Toi（馬來西亞） （靖洋傳媒科技股份有限公司代理）                                                                                             | KLT-靖天國際台                                         | 三大218；世新、國聲205 | 265                          |                   |
| Bloomberg（美國） （美商彭博新聞有限公司台北分公司代理） | Bloomberg Television（彭博電視）                       | 中嘉160；凱擘、台灣大寬頻、大新店、屏南310；TBC128 | 552                          |                   |
| A+E Networks（美國） （德影音管理股份有限公司代理） | History（歷史頻道）                                    | 北都21；全國201；凱擘、台灣大寬頻、大新店、屏南209；中嘉212；TBC222；大豐、台灣數位寬頻、新高雄217；洄瀾、東亞、東台、東播304 | 258                          |                   |
| A+E Networks（美國） （德影音管理股份有限公司代理） | Crime and Investigation Network（罪案偵緝頻道）        | 中嘉200；凱擘、台灣大寬頻、大新店、屏南224；TBC220；北都61；全國204；洄瀾、東亞、東台、東播305 | 259                          |                   |
| A+E Networks（美國） （德影音管理股份有限公司代理） | Lifetime                                               | 中嘉201；凱擘、台灣大寬頻、大新店、屏南213；TBC219；大豐、台灣數位寬頻、新高雄218；北都20；全國202；洄瀾、東亞、東台、東播202 | 264                          |                   |
| Da Vinci Media（德國） （友量娛樂科技股份有限公司代理） | DaVinci Learning（達文西頻道）                         | 凱擘、台灣大寬頻、大新店、屏南205；TBC252 | 109                          |                   |
| AMC Networks International（美國） （友量娛樂科技股份有限公司代理）                                                                                         | amc電影台                                              | 69，部分系統台未上架 | 619                          |                   |
| 美亞娛樂（香港） （美亞娛樂發展股份有限公司代理） | 美亞電影台                                             | 無 | 610                          |                   |
| CinemaWorld（新加坡） （台北影業股份有限公司代理） | CinemaWorld                                            | 中嘉215；凱擘、台灣大寬頻、大新店、屏南239；TBC205；全國223；洄瀾、東亞、東台、東播602；大台中500 | 627                          |                   |
| Rewind Networks（新加坡） （德創意影音管理股份有限公司代理）                                                                                                | Hits                                                   | 中嘉、天外天211；凱擘、台灣大寬頻、大新店、屏南240；TBC216；大豐、台灣數位寬頻232、新高雄205；洄瀾、東亞、東台、東播601 | 620                          |                   |
| Opuntia（盧森堡） （台北影業股份有限公司代理） | Luxe TV（奢華頻道）                                    | 全國244 | 263                          |                   |
| CJ集團（韓國） （友量娛樂科技股份有限公司代理） | KMTV（韓國娛樂台）                                     | 31（TBC217），部分系統台未上架 | 377                          |                   |
| Sky Italia（義大利） （中華超聯多媒體股份有限公司代理） | Classica（古典音樂台）                                 | 凱擘、台灣大寬頻、大新店、屏南229 | 157                          |                   |
| Stingray Group（加拿大） （中華超聯多媒體股份有限公司代理/友量娛樂科技股份有限公司代理）                                                                    | Stingray CMusic                                        | 中嘉227；凱擘、台灣大寬頻、大新店、屏南219 | 158                          |                   |
| 法國Lagardère Active集團、法國電視台 （愛爾達科技股份有限公司代理）                                                                                         | Mezzo Live HD                                          | 無 | 155                          |                   |
| 法國Trace集團 （愛爾達科技股份有限公司代理） | Trace Urban                                            | 無 | 156                          |                   |
| 法國Trace集團 （愛爾達科技股份有限公司代理） | Trace Sport Stars                                      | 中嘉、凱擘、台灣大寬頻、大新店、屏南、台數科、新彰147；寶福、聯維144 | 203                          |                   |
| Fashion TV（法國） （德創意影音管理股份有限公司代理） | Fashion TV（時尚頻道）                                 | 凱擘、台灣大寬頻、大新店、屏南234 | 282                          |                   |
| DAZN（英國） （英商壹拾壹體育網有限公司台灣分公司代理） | DAZN 1                                                 | 73（大台中81，祥通未上架） | 無                           | 亞太5C            |
| DAZN（英國） （英商壹拾壹體育網有限公司台灣分公司代理） | DAZN 2                                                 | 74（大台中100，祥通未上架） | 214                          | 亞太5C            |
| DAZN（英國） （英商壹拾壹體育網有限公司台灣分公司代理） | DAZN 3                                                 | 無 | 211                          |                   |
| My Cinema Europe （台北影業股份有限公司代理） | My Cinema Europe HD 我的歐洲電影                       | 中嘉216；天外天216 | 633                          | 無                |
| 澳洲廣播公司 （德創意影音管理股份有限公司代理） | ABC Australia                                          | 全國159；洄瀾、東亞、東台、東播857 | 無                           | 無                |
| CJ E&M （千諾國際整合行銷股份有限公司代理） | tvN                                                    | 中嘉221；台灣大寬頻、大新店、屏南211；寶福、聯維122；北都31；全國116；TBC214；台數科225（大揚、新永安310）；新彰109；世新、國聲174；凱擘400 | 376                          |                   |
| Rock Entertainment Holdings （德創意影音管理股份有限公司代理）                                                                                              | ROCK Extreme                                           | 中嘉225；全國224；洄瀾、東亞、東台、東播203、凱擘、台灣大寬頻、大新店、屏南208；TBC262；大豐、台灣數位寬頻、新高雄130 | 383                          |                   |
| Rock Entertainment Holdings （德創意影音管理股份有限公司代理）                                                                                              | ROCK Entertainment                                     | 中嘉226；凱擘、台灣大寬頻、大新店、屏南241；TBC261；大豐、台灣數位寬頻、新高雄129；大台中211 | 384                          |                   |
| Rock Entertainment Holdings （德創意影音管理股份有限公司代理）                                                                                              | ROCK Action                                            | 中嘉、凱擘、台灣大寬頻、大新店、屏南、台數科、新彰、天外天、寶福、聯維146；TBC135；大豐、台灣數位寬頻、新高雄126；全國61；名城61 | 617                          |                   |
| Rock Entertainment Holdings （德創意影音管理股份有限公司代理）                                                                                              | Love Nature 4K                                         | 中嘉168；台灣大寬頻、大新店、屏南230；TBC260；大豐、台灣數位寬頻、新高雄128；大台中210；凱擘411 | 269（4K）                    |                   |
| BAM Asia Entertainment Network （德創意影音管理股份有限公司代理）                                                                                           | Global Trekker                                         | 中嘉、凱擘、台灣大寬頻、大新店、屏南、台數科、天外天、新彰145；TBC136；寶福、聯維143 | 257                          |                   |
| Lightning International （愛爾達科技股份有限公司代理） | PET CLUB TV                                            | 台灣大寬頻、大新店、屏南202、中嘉213、TBC221；凱擘411 | 262                          |                   |

## 他類頻道節目供應事業
| 業者名稱                                              | 頻道名稱                                  | 有線數位播出 | 寬頻網路 （中華電信MOD）播出 | 衛星數位播出 |
| ----------------------------------------------------- | ----------------------------------------- | --- | ---------------------------- | ------------ |
| 亞洲衛星電視股份有限公司 （禾豐傳媒投資股份有限公司） | 寰宇HD綜合台                              | 無 | 309                          |              |
| 亞洲衛星電視股份有限公司 （禾豐傳媒投資股份有限公司） | 寰宇新聞台                                | 中嘉、凱擘、台灣大寬頻、大新店、屏南、台數科、北都、天外天、大台中85；寶福、聯維86；大豐、台灣數位寬頻、新高雄108；全國134；三大102；世新、國聲90；南國87；名城106，TBC、洄瀾、東亞、東台、東播、澎湖、祥通無上架 | 501                          |              |
| 亞洲衛星電視股份有限公司 （禾豐傳媒投資股份有限公司） | 寰宇新聞台灣台                            | 中嘉150；台灣大寬頻、大新店、屏南222；TBC227；三大149；世新、國聲200；寶福、聯維141；凱擘500 | 502                          |              |
| 亞洲衛星電視股份有限公司 （禾豐傳媒投資股份有限公司） | 寰宇財經台                                | 中嘉、凱擘、台灣大寬頻、大新店、屏南、台數科、寶福、聯維149 | 520                          |              |
| 美好家庭購物股份有限公司                              | VIVA TV 1台                               | 59（祥通未上架），南國、名城以SD播出 | 545                          |              |
| 美好家庭購物股份有限公司                              | 美好2台                                   | 無 | 397                          |              |
| 運豐國際多媒體股份有限公司                            | 運通財經台                                | 92（北都88；大豐、台灣數位寬頻、新高雄91；全國90；台數科97（大揚、新永安95）；大台中91；三大91，天外天、世新、國聲、南國、洄瀾、東亞、東台、東播、澎湖、名城、祥通無上架），台數科、大台中、大揚、新永安仍以SD播出 | 無                           |              |
| 仲業股份有限公司                                      | JStar極限台電影頻道                       | 凱擘、台灣大寬頻、大新店、屏南912；TBC414；大台中802，其餘系統台未上架 | 843                          |              |
| 鑫祺多媒體股份有限公司                                | May Life 購物台                           | 中嘉、凱擘、大新店、屏南108、台灣大寬頻158；北都89；台數科70（新永安80）；洄瀾、東亞、東台、東播128 | 無                           |              |
| 朝禾事業股份有限公司                                  | 彩虹頻道                                  | 中嘉、天外天301；凱擘、台灣大寬頻、大新店、屏南900；寶福、聯維606；北都506；大豐、台灣數位寬頻311、新高雄304；全國511；TBC404；台數科408（大揚、新永安404）；大台中804；三大289；洄瀾、東亞、東台、東播904；澎湖100；名城301，世新、國聲、南國、祥通未上架，大豐、台灣數位寬頻、大台中、大揚、新永安、澎湖、名城仍以SD播出      | 無                           |              |
| 朝禾事業股份有限公司                                  | K頻道                                     | 中嘉、天外天310；凱擘、台灣大寬頻、大新店、屏南903；寶福、聯維607；大豐、台灣數位寬頻313、新高雄306；TBC407；大揚、新永安407，北都、全國、台數科、大台中、三大、世新、國聲、南國、洄瀾、東亞、東台、東播、澎湖、名城、祥通未上架，凱擘、台灣大寬頻、大新店、屏南、中嘉、天外天、TBC、大揚、新永安以HD播出，其餘系統台仍以SD播出 | 834                          |              |
| 紘績科技股份有限公司（OHO6）                          | Pandora Perfect HD （潘朵啦高畫質玩美台） | 中嘉、天外天303；凱擘、台灣大寬頻、大新店、屏南904；大豐、台灣數位寬頻325、新高雄310；全國501；TBC412；台數科411（大揚、新永安408）；三大287；世新、國聲308，大台中、寶福、聯維、北都、南國、洄瀾、東亞、東台、東播、澎湖、名城、祥通未上架                                                                                     | 838                          |              |
| 紘績科技股份有限公司（OHO6）                          | Pandora Pink HD （潘朵啦高畫質粉紅台）    | 中嘉、天外天304；凱擘、台灣大寬頻、大新店、屏南905；大豐、台灣數位寬頻326、新高雄311；全國502；TBC413；台數科412（大揚、新永安409）；三大288；世新、國聲309，寶福、聯維、北都、大台中、南國、洄瀾、東亞、東台、東播、澎湖、名城、祥通未上架                                                                                     | 839                          |              |
| 三聖多媒體股份有限公司                                | 三聖電視台                                | 116（大豐、台灣數位寬頻、新高雄121；寶福、聯維105；澎湖110，部分系統台無上架） | 無                           |              |
| 曼迪國際股份有限公司                                  | 曼迪日本台                                | 無 | 372                          |              |
| 國興傳播股份有限公司 （媒體棧）                       | 國興衛視                                  | 76/77（凱擘、台灣大寬頻、大新店、屏南78；世新、國聲106；台數科80（新永安93）；名城79，北都、南國、洄瀾、東亞、東台、東播、澎湖、祥通無上架） | 無                           | 亞太5C       |
| 財經網股份有限公司                                    | SBN全球財經網頻道                         | 93（寶福、聯維90；大豐、台灣數位寬頻、新高雄92；全國92；三大92；大揚、新永安96；南國83），北都、天外天、大台中、世新、國聲、洄瀾、東亞、東台、東播、澎湖、名城、祥通無上架 | 無                           |              |
| 台灣優視媒體科技股份有限公司 （富邦集團）             | MOMO綜合台                                | 75（北都83；大台中114；南國80），祥通無上架 | 322                          |              |
| 優視傳播股份有限公司 （富邦集團）                     | MOMO親子台                                | 24（世新、國聲23；大揚15、新永安21；南國15，北都、三大無上架），澎湖仍以SD播出 | 無                           |              |
| 華人全球網路科技股份有限公司                          | ELTV生活英語台                            | 無 | 103                          |              |
| 影迷數位股份有限公司                                  | 影迷數位電影台                            | 無 | 630                          |              |
| 影迷數位股份有限公司                                  | 影迷數位紀實台                            | 無 | 601                          |              |
| 萬達超媒體電視股份有限公司                            | EYE TV 戲劇台                             | 無 | 358                          |              |
| 萬達超媒體電視股份有限公司                            | EYE TV 旅遊台                             | 無 | 279                          |              |
| 愛爾達科技股份有限公司                                | ELTA綜合台                                | 無 | 300                          |              |
| 愛爾達科技股份有限公司                                | ELTA影劇台                                | 無 | 355                          |              |
| 愛爾達科技股份有限公司                                | ELTA體育1台                               | 無 | 200                          |              |
| 愛爾達科技股份有限公司                                | ELTA體育2台                               | 無 | 201                          |              |
| 愛爾達科技股份有限公司                                | ELTA體育3台                               | 無 | 202                          |              |
| 愛爾達科技股份有限公司                                | ELTA體育4台                               | 無 | 203                          |              |
| 滾動力股份有限公司                                    | 滾動力 rollor                             | 中嘉214；凱擘、台灣大寬頻、大新店、屏南、天外天127；寶福、聯維147 | 267                          |              |
| 衛星娛樂傳播股份有限公司 （媒體棧）                   | JET綜合台                                 | 45（凱擘、台灣大寬頻、大新店、屏南83；天外天80；中嘉88；新永安102；南國88；名城94，北都、洄瀾、東亞、東台、東播、澎湖、祥通無上架） | 無                           |              |
| 靖天傳播國際事業股份有限公司                          | 靖天購物一台                              | 中嘉、凱擘、大新店、屏南80；台灣大寬頻84；台數科90（大揚93、新永安104）；南國86 | 無                           |              |
| 嘉佳星多媒體股份有限公司                              | 登鴻頻道                                  | 無 | 368                          |              |
| 鑫傳視訊廣告股份有限公司（台數科）                    | 中投/雲林地方台                           | 台數科4 | 無                           |              |
| 台灣大哥大股份有限公司（台灣大寬頻）                  | 永佳樂生活台                              | 台灣大寬頻永佳樂系統4 | 無                           |              |
| 台灣大哥大股份有限公司（台灣大寬頻）                  | 觀天下地方台                              | 台灣大寬頻觀天下系統4 | 無                           |              |
| 台灣大哥大股份有限公司（台灣大寬頻）                  | 紅樹林新聞台                              | 台灣大寬頻紅樹林系統4 | 無                           |              |
| 台灣大哥大股份有限公司（台灣大寬頻）                  | 鳳信TV                                    | 台灣大寬頻鳳信系統4 | 無                           |              |
| 台灣大哥大股份有限公司（台灣大寬頻）                  | 聯禾有線鄉親頻道                          | 台灣大寬頻聯禾系統4 | 無                           |              |
| 凱擘股份有限公司（凱擘）                              | 凱擘大台北生活頻道                        | 凱擘台北市系統台4 | 無                           |              |
| 凱擘股份有限公司（凱擘）                              | 凱擘桃園台                                | 凱擘桃園市系統台4 | 無                           |              |
| 凱擘股份有限公司（凱擘）                              | 凱擘新竹台                                | 凱擘新竹市系統台4 | 無                           |              |
| 凱擘股份有限公司（凱擘）                              | 豐盟台中台                                | 凱擘豐盟系統台20 | 無                           |              |
| 凱擘股份有限公司（凱擘）                              | 豐盟綜合台                                | 凱擘豐盟系統台131 | 無                           |              |
| 凱擘股份有限公司（凱擘）                              | 凱擘彰化04                                | 凱擘彰化系統台4 | 無                           |              |
| 凱擘股份有限公司（凱擘）                              | 凱擘南天台                                | 凱擘台南市系統台4 | 無                           |              |
| 凱擘股份有限公司（凱擘）                              | 南瀛生活資訊台                            | 凱擘台南市系統台131 | 無                           |              |
| 凱擘股份有限公司（凱擘）                              | 大新店生活台                              | 大新店4 | 無                           |              |
| 凱擘股份有限公司（凱擘）                              | 屏東生活台                                | 凱擘觀昇系統台及屏南4 | 無                           |              |
| 凱擘股份有限公司（凱擘）                              | 屏東/屏南資訊台                           | 凱擘觀昇系統台及屏南131 | 無                           |              |
| 中嘉寬頻股份有限公司（中嘉）                          | 吉隆生活                                  | 中嘉基隆地區系統台4 | 無                           |              |
| 中嘉寬頻股份有限公司（中嘉）                          | 台北都會頻道                              | 中嘉台北地區系統台4 | 無                           |              |
| 中嘉寬頻股份有限公司（中嘉）                          | 新北自製                                  | 中嘉新北地區系統台4 | 無                           |              |
| 中嘉寬頻股份有限公司（中嘉）                          | 台南生活台                                | 中嘉台南地區系統台4 | 無                           |              |
| 中嘉寬頻股份有限公司（中嘉）                          | 高雄都會台                                | 中嘉81（慶聯、港都、數位天空（板橋、土城）4）；天外天96；凱擘、台灣大寬頻、大新店、屏南121；大台中121；台數科133；名城128 | 無                           |              |
| 聯維數位有線電視股份有限公司                          | 悠遊台北台                                | 寶福、聯維4 | 無                           |              |
| 北都數位有線電視股份有限公司                          | 北都taipei台                              | 北都4 | 無                           |              |
| 天外天數位有線電視股份有限公司                        | 天外天地方台                              | 天外天4 | 無                           |              |
| 全國數位有線電視股份有限公司                          | 全國自製頻道                              | 全國4 | 無                           |              |
| 縱橫製作股份有限公司（大豐）                          | 大豐電視台                                | 大豐、台灣數位寬頻4 | 無                           |              |
| 縱橫製作股份有限公司（大豐）                          | 新高雄電視台                              | 新高雄4 | 無                           |              |
| 縱橫製作股份有限公司（大豐）                          | 天天電視台                                | 無 | 314                          |              |
| 縱橫製作股份有限公司（大豐）                          | 天天購物台                                | 大豐、台灣數位寬頻、新高雄85 | 無                           |              |
| 大台中數位有線電視股份有限公司                        | 大台中生活台                              | 大台中20 | 無                           |              |
| 台灣寬頻通訊顧問股份有限公司(TBC)                     | TBC桃園生活台                             | 南桃園7 | 無                           |              |
| 台灣寬頻通訊顧問股份有限公司(TBC)                     | TBC新竹生活台                             | 北視7 | 無                           |              |
| 台灣寬頻通訊顧問股份有限公司(TBC)                     | TBC苗栗生活台                             | 信和、吉元8 | 無                           |              |
| 台灣寬頻通訊顧問股份有限公司(TBC)                     | TBC台中生活台                             | 群健4、南桃園85 | 無                           |              |
| 台灣寬頻通訊顧問股份有限公司(TBC)                     | TBC台中資訊台                             | 群健20 | 無                           |              |
| 台灣寬頻通訊顧問股份有限公司(TBC)                     | 樂視台                                    | 凱擘（陽明山、金頻道、大安文山、新台北117）、台灣大寬頻、大新店、屏南96；TBC88；台數科120（大揚、新永安121） | 無                           |              |
| 三大有線電視股份有限公司                              | 彰化地方台                                | 三大4 | 無                           |              |
| 三大有線電視股份有限公司                              | 彰化資訊台                                | 三大34 | 無                           |              |
| 三大有線電視股份有限公司                              | 彰化綜合台                                | 三大95 | 無                           |              |
| 三大有線電視股份有限公司                              | 三大一台                                  | 三大40 | 無                           |              |
| 大揚有線電視股份有限公司                              | 大揚生活台                                | 大揚33 | 無                           |              |
| 大揚有線電視股份有限公司                              | 大揚自製台                                | 大揚57 | 無                           |              |
| 世新有線電視股份有限公司                              | 世新綜合台                                | 世新、國聲、大揚49 | 無                           |              |
| 大嘉義行銷管理股份有限公司（世新有線電視）            | 大嘉義綜合電視台                          | 世新、國聲71 | 無                           |              |
| 新永安有線電視股份有限公司                            | 南瀛生活新聞                              | 新永安4 | 無                           |              |
| 南國有線電視股份有限公司                              | 紅豆1台                                   | 南國39 | 無                           |              |
| 南國有線電視股份有限公司                              | 紅豆2台                                   | 中嘉117；凱擘、台灣大寬頻、大新店、屏南101；TBC106；大豐、台灣數位寬頻、新高雄、台數科116；寶福、聯維116；南國81；名城127 | 無                           |              |
| 洄瀾有線電視股份有限公司                              | 大花蓮/台東綜合台                         | 洄瀾、東亞、東台、東播4 | 無                           |              |
| 洄瀾有線電視股份有限公司                              | 大花蓮/台東新聞台                         | 洄瀾、東亞、東台、東播20 | 無                           |              |
| 澎湖有線電視股份有限公司                              | 澎湖地方台                                | 澎湖7 | 無                           |              |
| 名城事業股份有限公司                                  | 名城綜合台                                | 名城33 | 無                           |              |
| 祥通事業股份有限公司                                  | 祥通地方台                                | 祥通35 | 無                           |              |

## 網路電視
| 業者名稱                                                           | 頻道名稱                         | 網路播出平台                                             |
| ------------------------------------------------------------------ | -------------------------------- | -------------------------------------------------------- |
| 民間全民電視股份有限公司                                           | 民視綜藝台                       | 四季線上4gTV 、LiTV 線上影視、中華電信Hami Video         |
| 民間全民電視股份有限公司                                           | 民視影劇台                       | 四季線上4gTV 、LiTV 線上影視、中華電信Hami Video         |
| 民間全民電視股份有限公司                                           | 民視旅遊台                       | 四季線上4gTV 、LiTV 線上影視                             |
| 民間全民電視股份有限公司                                           | 豬哥亮歌廳秀                     | 四季線上4gTV、LiTV 線上影視、中華電信Hami Video          |
| 民間全民電視股份有限公司                                           | 民視正夯                         | YouTube                                                  |
| 民間全民電視股份有限公司                                           | 民視新聞在現場                   | YouTube                                                  |
| 三立電視股份有限公司                                               | 綜藝玩很大                       | LiTV 線上影視                                            |
| 財團法人公共電視文化事業基金會                                     | 公視戲劇台                       | 四季線上4gTV、LiTV 線上影視、中華電信Hami Video          |
| 財團法人公共電視文化事業基金會                                     | 公視新聞網                       | YouTube                                                  |
| 聯利媒體股份有限公司（TVBS）                                       | TVBS綜藝台                       | 四季線上4gTV                                             |
| 聯利媒體股份有限公司（TVBS）                                       | TVBS台劇台                       | 四季線上4gTV                                             |
| 東森電視事業股份有限公司                                           | 東森兒童台                       | LiTV 線上影視                                            |
| 東森電視事業股份有限公司                                           | 東森娛樂台                       | LiTV 線上影視                                            |
| 八大電視股份有限公司                                               | 八大綜藝台                       | 四季線上4gTV、LiTV 線上影視、中華電信Hami Video          |
| 八大電視股份有限公司                                               | 八大精彩台                       | 四季線上4gTV、LiTV 線上影視、中華電信Hami Video          |
| 八大電視股份有限公司                                               | 詹姆士出走料理                   | LiTV 線上影視                                            |
| 愛爾達科技股份有限公司                                             | ELTA娛樂台                       | 四季線上4gTV、中華電信Hami Video                         |
| 愛爾達科技股份有限公司                                             | ELTA生活旅遊台                   | 四季線上4gTV                                             |
| 年代網際事業股份有限公司                                           | 經典劇場                         | LiTV 線上影視                                            |
| 時代華納（Time Warner） （美商特納傳播股份有限公司台灣分公司代理） | HLN（Headline News，頭條新聞台） | 中華電信Hami Video                                       |
| Voice of America（美國之音）                                       | VOA TV（美國之音衛視）           | 四季線上4gTV                                             |
| 中天電視股份有限公司                                               | 中天新聞台                       | YouTube、四季線上4gTV、中華電信Hami Video、LiTV 線上影視 |
| 中天電視股份有限公司                                               | 中天二台                         | YouTube                                                  |
| 中天電視股份有限公司                                               | 大新聞大爆卦                     | LiTV 線上影視                                            |
| 三立新聞網SETN                                                     | 三立新聞網SETN                   | YouTube                                                  |
| Sky Group （德創意影音管理股份有限公司代理）                       | GINX Esports TV                  | 四季線上4gTV、LiTV 線上影視、中華電信Hami Video          |
| Stingray Group（加拿大） （友量娛樂科技股份有限公司代理）          | fun探索娛樂台                    | 四季線上4gTV                                             |
| 龍華數位媒體科技股份有限公司 （華人衛星電視傳播機構）              | 龍華日韓                         | 四季線上4gTV、中華電信Hami Video、LiTV 線上影視          |
| 龍華數位媒體科技股份有限公司 （華人衛星電視傳播機構）              | 龍華卡通                         | 四季線上4gTV、LiTV 線上影視                              |

## 戶外電視媒體
行動電視頻道，在公車、捷運站、廣場、餐飲店及超商等公眾場所使用顯示器的方式提供流動多媒體資訊廣播服務，未獲政府的節目執照，不向普通家庭用戶傳送節目。
- BeeTV（原為柏泓媒體經營的公車及捷運廣告頻道，2012年起由「台灣摩菲爾國際」經營，全天候僅播放商業托播廣告及當日氣象）
- Fami Channel（為全家便利商店裡面播放的頻道，全天候播放商業托播廣告、《TVBS創富新聞》一分鐘片段及當日氣象，現僅在部分有電視的門市可以觀看）

## 外部連結
- 國家通訊傳播委員會 （页面存档备份，存于）
- TVRO亞太區域衛星接收參數
- 中國上空中文衛星參數大全
- Lyngsat廣電衛星資料網站 （页面存档备份，存于）
- 國家文化資料庫